# Young Lust - The Aerosmith Anthology
Young Lust - The Aerosmith Antology è un album raccolta del gruppo rock statunitense Aerosmith, pubblicato nel 2002. 
Il disco non presenta inediti, ma molte canzoni non sono mai state edite su CD. Contiene canzoni del periodo Geffen della band, cioè dal 1985 al 1993 ovvero da Done with Mirrors a Get a Grip. L'album è stato riedito nel 2005 con una copertina diversa e col titolo Gold, ma con la stessa tracklist.

## Tracce

### Disco 1
1. Let the Music Do the Talking
2. My Fist Your Face
3. Shame on You
4. Hearts Done Time
5. Rag Doll
6. Dude (Looks Like a Lady)
7. Angel
8. Hangman Jury
9. Permanent Vacation
10. Young Lust
11. The Other Side
12. What It Takes
13. Monkey on My Back
14. Love in an Elevator
15. Janie's Got a Gun
16. Ain't Enough
17. Walk This Way (con Run-D.M.C.)

### Disco 2
1. Eat the Rich (con Intro)
2. Love Me Two Times
3. Head First
4. Livin' on the Edge (versione acustica)
5. Don't Stop
6. Can't Stop Messin'
7. Amazing (versione orchestrale)
8. Cryin'
9. Crazy
10. Shut Up and Dance
11. Deuces Are Wild
12. Walk On Water
13. Blind Man
14. Falling in Love (Is Hard on the Knees) (live)
15. Dream On (live)
16. Hole in My Soul (live)
17. Sweet Emotion (live)

## Formazione
- Steven Tyler – voce, armonica, mandolino, tastiere
- Joe Perry – chitarra,
- Brad Whitford – chitarra, dulcimer, cori
- Tom Hamilton – basso
- Joey Kramer – batteria